# Roy Campbell, Jr.
Pour les articles homonymes, voir Roy Campbell et Campbell.
Roy Campbell, Jr. né à Los Angeles en Californie le 29 septembre 1952 et mort le 9 janvier 2014,, est un trompettiste américain, multi-instrumentiste, compositeur, souvent associé au free jazz, mais qui a joué également dans les styles rhythm and blues, bebop et funk tout au long de sa carrière.

## Parcours
Roy Campbell est né à Los Angeles en Californie, et a grandi à New York.
Son parcours musical commence dès l'enfance où il prend des cours de piano. À son entrée au lycée, il joue déjà de la flûte et du violon, et commence à apprendre la trompette.
À la fin des années 1960, il rencontre au Bronxwood Inn le trompettiste Lee Morgan dont il est jeune admirateur, et participe dès 1971 à des ateliers de jazz donnés par les trompettistes Kenny Dorham, Howard McGhee et Lee Morgan, ainsi qu'à des sessions pédagogiques dirigées par Howard McGhee et Joe Newman. Il continue l'apprentissage de la trompette dans le big band du Borough of Manhattan Community College (en) avec comme professeurs Leonard Goines et Dick Vance (en), puis il étudie la théorie musicale, la direction d'orchestre et la composition avec Yusef Lateef. Il obtient en 1975 un Associate Degree in Music.
En 1972, déjà connu comme musicien de studio et sideman, Roy Campbell crée son propre groupe, Spectrum. Puis il codirige avec Radha Reyes Botofasina le groupe The Spirits of Rhythm, auquel participeront entre 1974 et 1976 Omar Hakim, Rodney Jones (en), Kenny Kirkland, Marcus Miller, Charles Neville (des Neville Brothers), Kenny Washington, et Bobby Watson. Il est largement influencé à cette époque par la naissance du mouvement du free jazz.
En 1978 il rencontre le bassiste William Parker qui l'introduit auprès du saxophoniste de free jazz Jemeel Moondoc, et tous deux l'engagent dans le quintet Ensemble Muntu pour une longue tournée mondiale.
Roy Campbell s'installe aux Pays-Bas de 1990 à 1992, comme musicien indépendant et professeur de musique. Il dirige le Thelonius New World Orchestra à Rotterdam pendant deux ans, où il joue notamment avec Don Cherry, Yo La Tengo, Peter Brotzmann, le pianiste Matthew Shipp, Ruud Bergamin, Klaas Hekman, et Dennis Winter.
De retour aux États-Unis, il crée le groupe Other Dimensions In Music (en) ainsi que le Pyramid Trio avec William Parker et Hamid Drake, et le trio Tazz avec Andrew Bemkey, Chris Sullivan, et Michael Thompson. Il écrit des thèmes pour lui ou d'autres musiciens, des musiques de documentaires (The Selling of Harlem, Survival in New York), et des productions Off-Broadway (Ludwig, Parole by Death et Hughes' Dream Harlem) ; il compose et joue pour des spectacles de danse ou de poésie.
En 2002 il est récompensé du titre de Trumpeter of The Year by The Jazz Journalists' Association, et reçoit en 2003 au Lenox Lounge (en) un award du Harlem Unsung Hero of Afrikan-Amerikan Classical Music (Héros méconnu de la musique classique africaine-américaine).
Il se produit régulièrement dans les clubs européens en tournée avec le quartet The Nu Band (Mark Whitecage (en) (as, cl), Joe Fonda (en) (b), et Lou Grassi (d)).

## Discographie
Comme Leader :
- 1990 : Roy Campbell Sextet, Camroy
- 1991 : New Kingdom, Delmark
- 1993 : La Tierra del Fuego, Delmark
- 1994 : Communion, Silkheart
- 1995 : Pyramid, Silkheart
- 2000 : Pastoral Composure by Matthew Shipp, Thirsty Ear
- 2001 : Ethnic Stew and Brew, Delmark
- 2001 : It's Krunch Time, Thirsty Ear

Comme Sideman :
- 2011 : The Nu Band : "Relentlessness / Live at the Sunset" - Marge 49 - Paris / France
- 2008 : Tribute to Albert Ayler : "Live at the Dynamo" - Marge 45 - Paris / France
- 2007 : The Nu Band : The Dope and the Ghost, Live at Porgy and Bess in Austria
- 2007 : Saco Yasuma : Another Rain
- 2007 : Charles Tyler Sextet : Live at Sweet Basil (1984) Vol. 1 & 2
- 2006 : Other Dimensions in Music : "Live at the Sunset" - Marge 38 (double album) - Paris / France
- 2006 : The Gift : Live in Sanga
- 2005 : Whit Dickey : In a Heartbeat, Clean Feed
- 2005 : Louie Belogenis, Hilliard Greene, and Michael Wimberly : Live from The 2003 Vision Festival, Ayler Records
- 2005 : Marc Ribot's Spiritual Unity Quartet, Pi Recordings
- 2005 : Mike Ladd : Negrophilia, Thirsty Ear
- 2004 : Whit Dickey : Coalescence, Clean Feed
- 2004 : Roy Campbell Jr, Adam Lane & Lou Grassi : Isms Out, CIMP
- 2004 : Dennis Gonzalez's Inspiration Band : Nile River Suite, Daagnim Records
- 2004 : William Parker & the Little Huey Creative Music Orchestra : Mass for the Healing of the World, Black Saint
- 2004 : The Nu Band : The Nu Band on Tour, Spring 2003, Konnex
- 2004 : Kamal : Mistral, Oreade Music
- 2003 : Alan Silva's Celestrial Communication Orchestra : Treasure Box, Eremite
- 2003 : Vision : Live from the 2002 Vision Festival, Thirsty Ear
- 2003 : Matthew Shipp : Good & Evil Sessions, Thirsty Ear
- 2003 : William Parker : Spontaneous, Splasc(h)
- 2003 : Exuberance : Other Shore, Boxholder
- 2003 : Kevin Norton : The Dream Catcher, CIMP
- 2003 : Yo La Tengo : Summer Sun, Matador
- 2003 : Rob Brown quartet : "The Big Picture" - Marge 31 - Paris / France
- 2002 : Yo La Tengo : Nuclear War, Matador
- 2002 : Joe Maneri Ensemble : Going to Church, Aum Fidelity
- 2002 : William Parker & the Little Huey Creative Music Orchestra : Raincoat in the River, Eremite
- 2002 : Steve Lehman Quintet : Camouflage, CIMP
- 2002 : David First : Universary, Analysand
- 2001 : Spring Heel Jack : Treader, Thirsty Ear
- 2001 : Spring Heel Jack : Masses, Thirsty Ear
- 2001 : The Nu Band : Live at the Bop Shop, Clean Feed
- 2001 : Steve Lehman : Structural Fire, CIMP
- 2001 : Alan Silva : Alan Silva & Sound Visions Orchestra, Eremite
- 2001 : Yuko Fujiyama Quartet : Re-Entry, CIMP
- 2001 : Pyramid Trio: Ethnic Stew and Brew, Delmark
- 2000 : Peter Brotzmann Tentet + 2 : A Short Visit to Nowhere, Okka Disk
- 2000 : Peter Brotzmann Tentet + 2 : Broken English, Okka Disk
- 2000 : William Parker & the Little Huey Creative Music Orchestra : Mayor of Punkville, Aum Fidelity
- 2000 : Matthew Shipp Quartet : Pastoral Composure, Thirsty Ear
- 2000 : Other Dimensions in Music, Special Quintet : Time Is of the Essence Is Beyond Time, Aum Fidelity
- 2000 : Rob Brown : Jumping Off the Page, No More Records
- 1999 : Steve Dalachinsky : Incomplete Directions, Knitting Factory
- 1999 : Dave Hillyard & the Rock Steady 7 : Play Time, Hell Cat
- 1999 : Ehran Elisha : Lowe Down Suite, CIMP
- 1998 : Ehran Elisha : The Kicker, CIMP
- 1998 : Matthew Shipp Horn Quartet : Strata, Hatology
- 1998 : Pyramid Trio : Ancestral Homeland, No More Records
- 1998 : Die Like a Dog Quartet : From Valley to Valley, Eremite
- 1997 : Borah Bergman, Roy Campbell, Jr., Denis Charles : Vision One, compilation, Aum Fidelity
- 1997 : William Parker & the Little Huey Creative Music Orchestra : Vision One, compilation, Aum Fidelity
- 1997 : Other Dimensions in Music : Vision One, compilation, Aum Fidelity
- 1997 : Other Dimensions in Music : Now!, Aum Fidelity
- 1997 : Dave Hilliard & the Rock Steady 7 : Give 'Em the Boot, compilation, Hell Cat
- 1997 : Yoshiki Miura : Unknown Creature, KYCats
- 1995 : Ehran Elisha : Sweet Empathy, Cadence
- 1995 : Ichikawa Ossam :  The Monk, AZ Japon
- 1995 : William Parker & the Little Huey Creative Music Orchestra : Sunrise in the Tone World, Aum Fidelity
- 1994 : William Parker & the Little Huey Creative Music Orchestra : Flowers Grow in My Room, Centering
- 1994 : Pyramid Trio : Communion, Silkheart
- 1993 : Ruud Bergamin RBQ : Live at Thelonius, autoproduction
- 1989 : Other Dimensions in Music : Other Dimensions in Music, Silkheart
- 1988 : Raw Deal : Raw Deal, Marick
- 1988 : William Hooker Orchestra : The Colour Circle, Cadence
- 1986 : Ellen Christi : Stars of Destiny, NYCAC
- 1986 : Billy Bang Sextet : Live at Carlos I, Soul Note
- 1986 : Trudy Silver : Heroes / Heroines, Open Sky
- 1986 : Billy Bang : Live at Carlos 1, Soul Note
- 1982 : Jemeel Moondoc's Quartet Muntu : The Athens Concert, Praxis
- 1981 : Jemeel Moondoc's Sextet : Konstanze's Delight, Soul Note
- 1981 : Jemeel Moondoc & Muntu : The Intrepid, Live in Poland, PollJazz
- 1981 : Jemeel Moondoc : New York Live, Cadence
- 1980 : Saheb Sarbib & his Multinational Big Band : Aisha, Cadence
- 1980 : Saheb Sarbib & his Multinational Big Band : Live at the Public Theatre, Cadence
- 1980 : Wayne Horvitz : Simple Facts, Theater for Your Mother
- 1979 : Jemeel Moondoc & Muntu : Evening of the Blue Man, Muntu
- 1976 : Carlos Garnett : Cosmos Nucleus, Muse